# Rivière Manouaniche
Rivière Manouaniche är ett vattendrag i Kanada.   Det ligger i provinsen Québec, i den östra delen av landet, 600 km nordost om huvudstaden Ottawa.
I omgivningarna runt Rivière Manouaniche växer i huvudsak blandskog. Trakten runt Rivière Manouaniche är nära nog obefolkad, med mindre än två invånare per kvadratkilometer.